# Phyllanthus xiphophorus
Phyllanthus xiphophorus är en emblikaväxtart som beskrevs av Jean F.Brunel. Phyllanthus xiphophorus ingår i släktet Phyllanthus och familjen emblikaväxter. Inga underarter finns listade i Catalogue of Life.